# 2MASX J11263863+5704347
2MASX J11263863+5704347 ist eine Spiralgalaxie vom Hubble-Typ S im Sternbild Großer Bär am Nordsternhimmel. Sie ist schätzungsweise 652 Millionen Lichtjahre von der Milchstraße entfernt und hat einen Durchmesser von etwa 60.000 Lichtjahren.
Im selben Himmelsareal befinden sich unter anderem die Galaxien NGC 3683, PGC 35104, PGC 35376, PGC 2557141.